# ضابطة
الضابطة حكم كلي ينطبق على جزئيات. والفرق بين الضابطة والقاعدة أنّ القاعدة تجمع فروعا من أبواب شتى والضابطة تجمعها من باب واحد.

## القياسي
القياسي ما يمكن أن يذكر فيه ضابطة عند وجود تلك الضابطة يوجد هو.